# NGC 3977
NGC 3977 este o liner situată în constelația Ursa Mare. A fost descoperită în 14 aprilie 1789 de către William Herschel. Se află la o distanță de 84,77 de megaparseci de Pământ.